# مؤسسة لينكس
مؤسسة لينكس (بالإنجليزية: Linux Foundation)‏ هي ائتلاف غير ربحي يهدف إلى تعزيز نمو لينكس. تم تأسيسها عام 2007 بدمج معامل تطوير المصادر المفتوحة ومجموعة المعايير الحرة. مؤسسة لينكس تشجع وتحمي وتوحد لينكس، «عن طريق تقديم مجموعة من الخدمات التي تنافس خدمات المنصات المغلقة».